# Шевинка
Ше́винка, также Заро́новка (бел. Шэ́вінка) — река в Белоруссии, протекает по территории Шумилинского и Витебского районов Витебской области, правый приток Западной Двины. Длина реки — 26 км, площадь водосборного бассейна — 342 км². Средний наклон водной поверхности 0,9 м/км.
Река вытекает из юго-западной части озера Зароновское. Исток расположен рядом с деревней Гришаны. Генеральное направление течения — юго-восток, затем — юг. Всё течение проходит в пределах Городокской возвышенности, верховья находятся в Шумилинском районе, среднее и нижнее течение — в Витебском районе. Течёт по западным склонам Витебской возвышенности и Полоцкой низине.
В верхнем и среднем течении, от истока до впадения в озеро Шевино река обозначается на картах как Зароновка, ниже озера Шевино как Шевинка.
Притоки — Ужница, Пестуница (левые).
На реке расположены деревни Гришаны, Новозароново (Шумилинский район); Чирино, Волково, Казаки, Побединщина, Новики, Малые Лётцы (Витебский район).
Впадает в Западную Двину около деревни Луки.